# Comunidade clímax
Clímax é o último estágio alcançado por comunidades ecológicas ao longo da sucessão ecológica. Este estágio é caracterizado por compreender espécies que são as melhores competidoras da comunidade local.
Na sucessão, primeiramente têm-se ambientes desprovidos de vegetação, seguidos por populações pioneiras (ou eceses), posteriormente as intermediárias (ou seres), até que se alcance o clímax. Geralmente as espécies vegetais climáxicas (e.g. típicas do estagio Clímax) são de maior porte, além de mostrar alta eficiência entre produção e consumo de nutrientes. No estágio clímax, quando uma espécie é extinta, outra espécie típica de clímax a substitui, mantendo a ciclagem entre as comunidades de florestas e outros habitats de topo na sucessão ecológica.
Comunidade clímax representa uma situação natural em que a comunidade permanece com um nível estável em frequência de espécies (biodiversidade), onde a variabilidade dos recursos ambientais mantém-se pouco ociosa. Em clímax, a comunidade apresenta apenas leves modificações, causadas por pequenos distúrbios, que não a descaracterizam e rapidamente normalizam sua eficiência funcional.
Ao se aproximar do clímax, uma comunidade demonstra uma tendência ao aumento na variedade de espécies, na complexidade funcional e alimentar das populações de plantas e animais.
Apesar de ser o ótimo do desenvolvimento, a comunidade clímax mostra-se bem sustentável e duradoura, ciclando bem seus recursos, mantendo-se nesta condição, até que algum evento catastrófico natural ou antrópico a transforme. O tempo de desenvolvimento para chegar ao nível de clímax é elevado, tendo em vista que está a se desenvolver uma biota mais complexa. Desta forma pode-se levar vários séculos até o processo chegue a uma significativa estabilização.

## Tipos de clímax
Biomas e florestas mostram em uma escala maior o que são comunidades clímax, tendo em vista que se mantém sua caracterização por grande faixa territorial. Porém se diminuirmos a escala, podemos perceber certos ambientes dentro dos biomas, que estão em desenvolvimento, podendo estar no estágio rochoso ou ecesse ou série.
Clímax transitório denomina uma permanência de uma comunidade em um ambiente, determinada por certo período ou recurso, como em uma poça d’água ou em carcaças de animais mortos.
Clímax cíclico onde as comunidades presentes revezam entre si, em uma permanência cíclica, assim uma não se instala sem que a outra tenha permeado anteriormente, ou seja, uma necessita que a outra a ajude a permanecer em conjunto, diferenciadas pelo período de instalação.

## Quebra do clímax na comunidade
O clímax é quebrado por uma perturbação natural ou antrópica. Exemplos de quebra natural deste estágio são ações vulcânicas, glaciação, desequilíbrio específicos, etc. Já as causas antrópicas são decorrentes de ações humanas. Exemplos de eventos que causam a disrupção do estágio climácico são desmatamentos, poluição, chuva ácida, queimadas. Então a comunidade será transformada ou exterminada após esses acontecimentos, onde não conseguirá se manter resiliente e perderá sua estrutura clímax.
Dado esse efeito, o conceito de clímax é seriamente discutido, visto que aumento da temperatura mundial, seja esse causado pelo homem ou de origem natural, modifica o equilíbrio competitivo das espécies. Logo, o estágio de clímax pode não ser algo fixo temporalmente, caso o clima também não seja.